# Dorfstraße 20 (Kottgeisering)

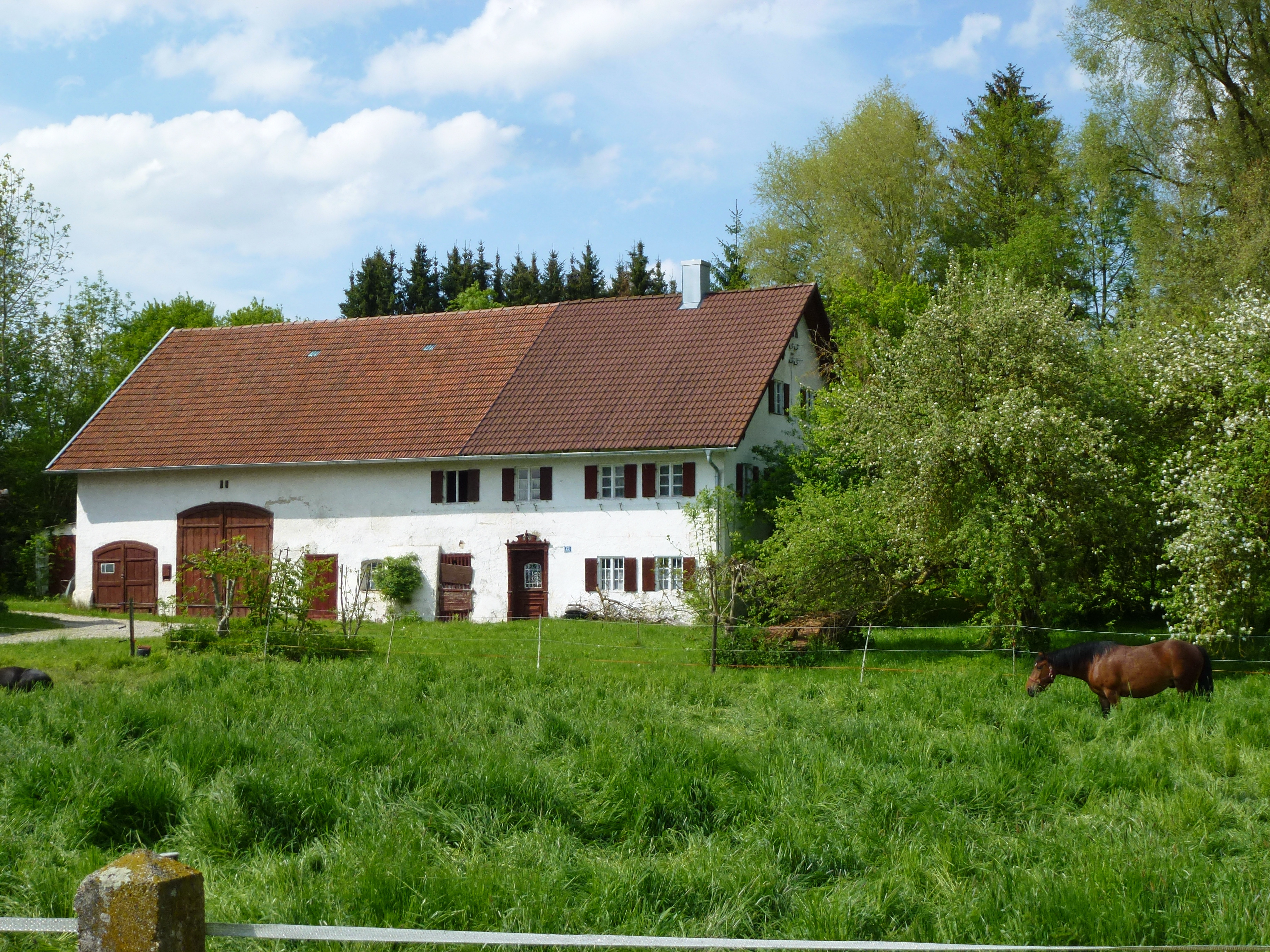
Ehemaliges Bauernhaus Dorfstraße 20 in Kottgeisering

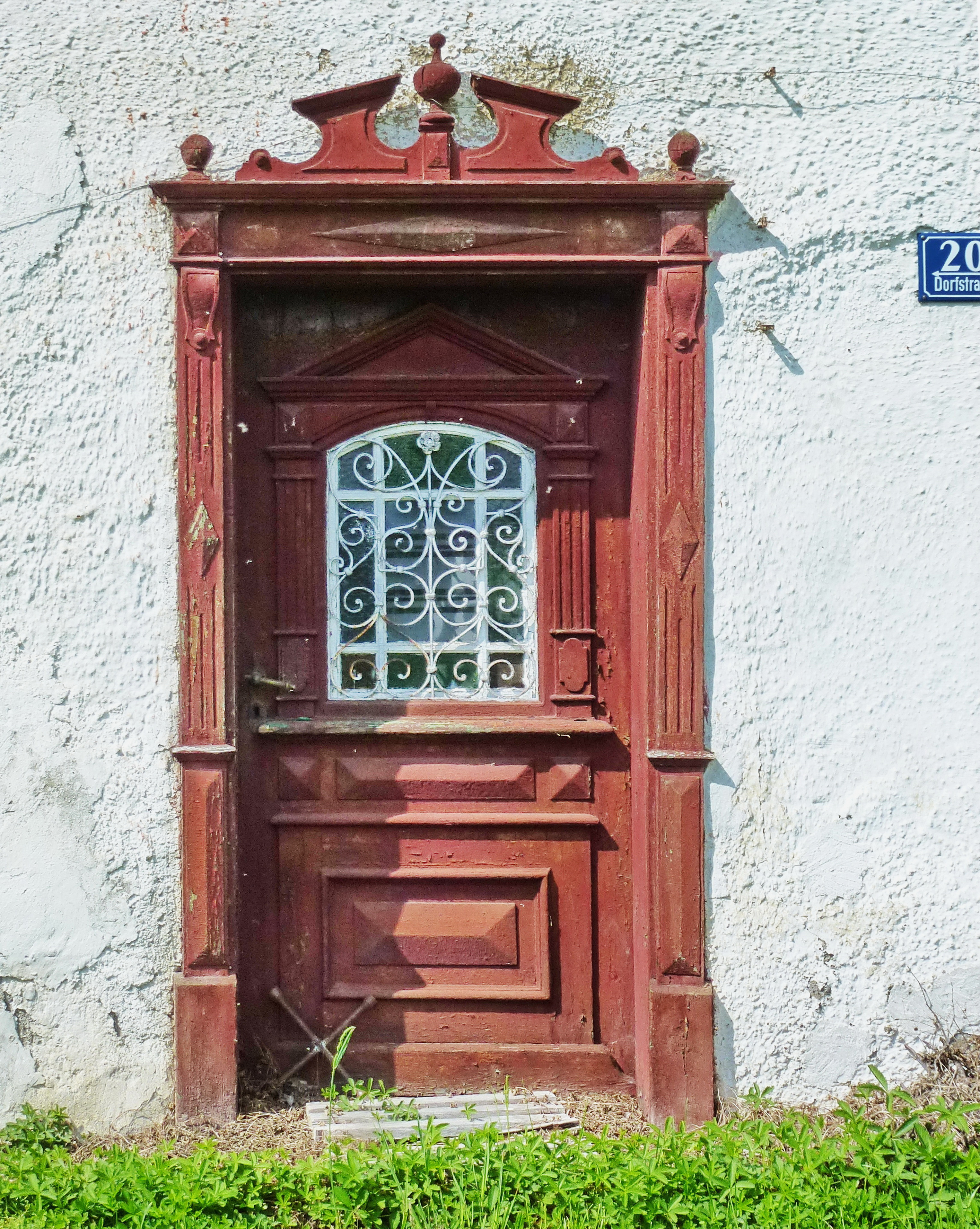
Haustür

Das ehemalige Bauernhaus Dorfstraße 20 in Kottgeisering, einer Gemeinde im oberbayerischen Landkreis Fürstenfeldbruck, wurde um 1880/90 errichtet. Der Einfirsthof ist ein geschütztes Baudenkmal.
Der zweigeschossige Satteldachbau mit verzierter Haustür wurde um 1911 nach einem Brand verändert.